# Pierre Louis Charles de Failly

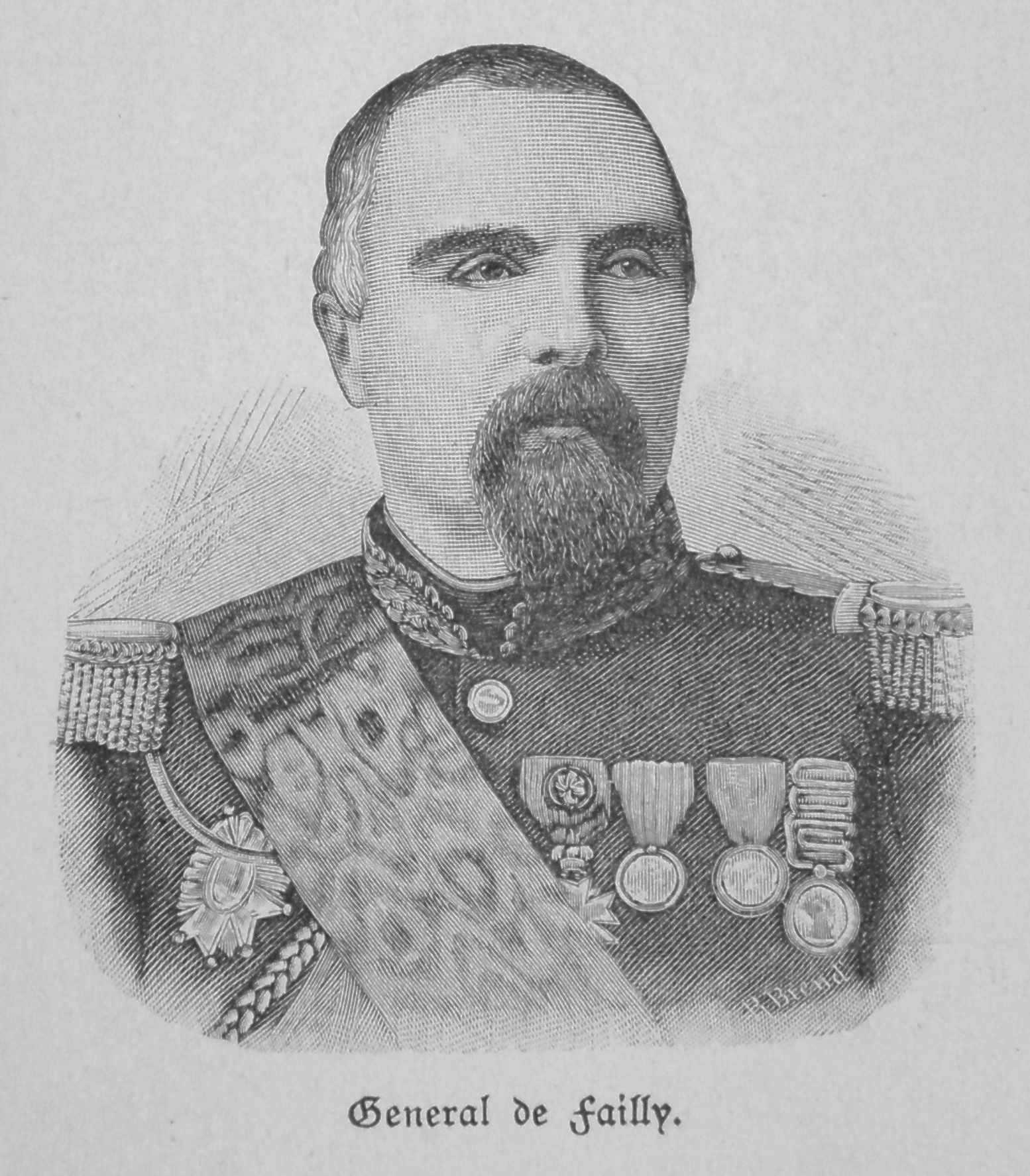
Pierre Louis Charles de Failly.

Pierre Louis Charles Achille de Failly, född 21 januari 1810, död 15 november 1892, var en fransk militär.
Failly tjänstgjorde 1826–54 huvudsakligen i Algeriet, blev brigadgeneral 1854 och divisionsgeneral 1855. Han deltog med utmärkelse år 1854  i Krimkriget och 1859 års fälttåg. Han ledde 1867 den franska kår som besegrade Garibaldi i slaget vid Mentana.
Vid krigsutbrottet 1870 erhöll Failly befälet över 5:e armékåren i Rhenarmén, som 30 augusti blev grundligt besegrad i slaget vid Beaumont. Vid kapitulationen i Sedan 2 september 1870 hamnade han i tysk fångenskap. Failly utgav till sitt försvar Campagne de 1870. Opérations et marches du 5:e corps jusqu'au 31 août (1871).